# 程登志
程登志（1912年—1995年），男，四川巴中人，中华人民共和国军事人物，中国人民解放军少将，曾任旅大警备区参谋长、副司令员、政治委员，第四届全国人大代表。